# Brenda Asnicar
Brenda Asnicar, all'anagrafe Brenda Daniela Asnicar Mendoza (Buenos Aires, 17 ottobre 1991), è un'attrice e cantante argentina, nota per il ruolo di Antonella Lamas Bernardi, l'antagonista della telenovela argentina Il mondo di Patty e successivamente per essere stata una delle comprimarie in Sueña conmigo, Cumbia Ninja e Por amarte así.

## Biografia
Brenda Asnicar nasce a Buenos Aires il 17 ottobre 1991, da Gustavo Asnicar e Adriana Mendoza; ha un fratello maggiore, Iván Asnicar, dirigente di un'impresa di animazione digitale, musicista e regista cinematografico.
Da sempre appassionata di spettacolo, frequenta, durante la sua infanzia, il Centro Culturale Italiano di Villa Adelina, dove impara a parlare fluentemente l'italiano e l'inglese.

## Carriera

### Il debutto e la partecipazione aIl mondo di Patty(2001-2009)
Inizia la sua carriera televisiva all'età di undici anni, prendendo parte al reality show Cantaniño come parte del coro. L'anno successivo conduce un programma insieme a Jimena Cyrulnik, mentre nel 2003 viene selezionata per essere la co-conduttrice della trasmissione Chicos argentinos, insieme a Pablo Arias.
La sua carriera come attrice in TV inizia nel 2007, con la telenovela argentina per ragazzi Il mondo di Patty, scelta per interpretare l'antagonista principale, Antonella Lamas Bernardi. Questo serial televisivo ottiene successo in diversi paesi. Insieme al cast, registra diverse colonne sonore, tra cui Il mondo di Patty - La storia più bella (che contiene la canzone Las Divinas, interpretata dalla Asnicar, con più di 60 000 download digitali e uno dei brani con maggiori successo della serie) e Il mondo di Patty - La vita è una festa. Partecipa, inoltre, alle due tournée della serie.
Successivamente, nel 2009, viene scelta per interpretare nella telenovela Mía, mi amiga invisible, la protagonista, una ragazza proveniente dal mondo della fantasia. Viene girato un trailer per essere spedito e proposto al MIPCOM di Cannes in Francia. Della telenovela viene realizzato solamente l'episodio pilota.

### Sueña conmigo, il tourAntonella Divina in ConcertoeCorazón valiente(2010-2012)
Nel 2010 Brenda viene scelta da Nickelodeon per interpretare l'antagonista, Nuria Gomez, in Sueña conmigo, per la quale incide Hablan de mí e Siempre te esperarè per Sueña conmigo: la canción de tu vida, la prima colonna sonora della serie, e Hagas lo que hagas per Sueña conmigo 2, il secondo album della serie. Non partecipa alla versione teatrale della serie, in quanto nelle stesse date è in Italia per un altro spettacolo.
Nello stesso anno, insieme a Camila Salazar e Camila Outon (entrambe antagoniste ne Il mondo di Patty), l'artista avrebbe dovuto intraprendere il A-Divina Tour in Spagna. A causa dell'eruzione dell'Eyjafjöll del 2010 e la conseguente cancellazioni di voli, lo show è stato cancellato.
Nel marzo 2011 arriva in Italia con il tour Antonella in concerto. Il tour, che per quasi un mese e mezzo ha toccato le principali città italiane, è un corso di 10 regole su come diventare delle Divine, che comprende coreografie, le canzoni de Il mondo di Patty e quattro inediti: Donde me lleve el corazón, Nunca hay que dejar de soñar, Una vez me enamore e Ser Divina. Durante il tour, in un'intervista, Brenda annuncia di non aver ancora cominciato a registrare il suo album, perché i produttori le propongono musica troppo commerciale per i suoi gusti, e che lei cerca qualcosa di più latino, rivisto in chiave internazionale.
Nel 2011 prende parte alla sfilata di moda di Verónica de la Canal, occasione nella quale sfila e annuncia la sua partecipazione come Keira Beltran nella seconda stagione di Los únicos. Il 17 novembre dello stesso anno presenta una cover della canzone You Know I'm No Good, in omaggio alla cantante Amy Winehouse, mentre il 23 pubblica il singolo Tus Juegos.
Dopo aver recitato in Los únicos, Brenda viene contattata per interpretare Fabiola Ferrara Arroyo, la sorella del protagonista di Corazón valiente, che vive nella giungla colombiana, in cerca del padre. Per questo ruolo, l'attrice si trasferisce per sei mesi a Miami, negli Stati Uniti d'America, per compiere le riprese.

### Cumbia NinjaePor amarte así(2013-2020)
Nei primi mesi del 2013, Asnicar si trasferì in Colombia, per interpretare il ruolo da protagonista nella serie colombiana targata Fox Latinoamerica Cumbia Ninja. Il suo personaggio, Juana Carbajal, è una giovane ricca che, dopo l'assassinio dei suoi genitori, è costretta a vivere in un quartiere malfamato sotto il nome di Nieves. Brenda dà così una svolta alla sua carriera, interpretando un ruolo più drammatico, per il quale deve rasarsi i capelli da un lato, imparare alcune parole in cinese e alcune mosse dell'arte marziale shaolin. L'attrice interpreta alcuni pezzi tratti dalle colonne sonore delle tre stagioni, realizzate tra il 2013 e 2015.
Il 15 luglio 2013, anticipato da alcune foto su Twitter, viene pubblicato il secondo singolo ufficiale, Salten como yo, estratto dal suo album di debutto ancora in fase di registrazione.
Nel 2016, viene scelta per interpretare la protagonista nella telenovela Por amarte así, interpretando Mercedes Olivetti, una ragazza ricca che incontra l'amore durante una situazione non troppo bella.
Partecipa alla canzone Ultra comunicación del cantante Lolo Fuentes, messa in commercio il 7 aprile 2017, mentre il 1º giugno 2017 presenta il terzo singolo da solista Una más en medio del billón che ha come tema principale la violenza di genere. La traccia viene pubblicata dopo la partecipazione della Asnicar al movimento Ni una menos. Il video è stato cancellato dalla piattaforma YouTube per violazione sui "contenuti violenti o espliciti".
Il 31 agosto 2018 presenta il singolo Vi que estás OK, anticipando il suo primo album in studio che viene presentato il 17 novembre successivo in un evento dedicato a bambini con difficoltà. Nello stesso novembre viene confermata come la protagonista Gilda per la serie omonima; mentre il 13 dicembre pubblica il secondo estratto dal suo album dal titolo Tesoro.
Nel marzo del 2019 viene annunciata nel cast della terza stagione dello sceneggiato Run Coyote Run, le cui registrazioni avvengono a Sonora in Messico. Successivamente, il 18 maggio 2019 è ospite dello studio di registrazione del cantautore Gustavo Cerati Unísono, dove presenta il compact disc Vos sos Dios. Nella stessa occasione canta insieme a Charly García alcuni pezzi tratti dall'album. Vos sos Dios viene pubblicato il 20 maggio per il mercato digitale.

### Bandida Recordse ilBandida Tour(2021-presente)
Il 23 settembre 2021 viene rilasciato il suo EP intitolato Bandida Records, contenente sette tracce inedite. Nel 2023 la cantante annuncia il Bandida Tour in giro per l'Italia in collaborazione con il Teenage Dream Party.

## Vita privata
Nel 2017 sposa Alejandro de Angulo, un ingegnere colombiano, con il quale aveva una relazione dal 2013. Nel 2019 divorziano.

## Altre attività

### Moda
Nel 2008 sfila per Marcela Koury, mentre nel 2010 fa una campagna pubblicitaria Nike. Sfila anche per Clider e Brenlockers.
Nel novembre 2014 Brenda Asnicar lancia una linea di abbigliamento disegnata da lei stessa, The .B. Collection, realizzata insieme alla disegnatrice colombiana Carolina Mejía, conosciuta durante le riprese della telenovela Cumbia Ninja. La collezione viene presentata al MCMA di Londra, una piattaforma di vendite internazionale.

## Filmografia

### Televisione
- Il mondo di Patty (Patito Feo) – serie TV, 290 episodi (2007-2008)
- Sueña conmigo – serial TV, 128 episodi (2010-2011)
- Los únicos – serie TV, 69 episodi (2011-2012)
- Corazón valiente – serial TV, 93 episodi (2012-2013)
- Cumbia Ninja – serie TV, 45 episodi (2013-2015)
- Por amarte así – serie TV, 60 episodi (2016-2017)
- Run Coyote Run - serie TV, 13 episodi (2020)

## Programmi televisivi
- La banda de Cantaniño (Telefe, 2001-2002)
- Versus (Telefe/Azul Televisión, 2002)
- Chicos argentinos (Canal 7, 2003-2006)

## Teatro
- Patito Feo - La historia más linda en el Teatro, regia di Ricky Pashkus (2007-2008)
- Patito Feo - El Show más lindo, regia di Ricky Pashkus (2008-2009)
- Antonella in concerto, regia di Toto Vivinetto (2010)

## Discografia

### Da solista
Album
- 2019 –  Vos Sos Dios

EP
- 2021 –  Bandida Records

Singoli
- 2011 – Tus Juegos
- 2013 – Salten como yo
- 2017 – Una más en medio del billón
- 2018 – Vi Que Estás OK
- 2018 – Tesoro
- 2019 – Cigala (con Lito Vitale)
- 2019 – Wacho
- 2019 – Las Penas Se Van Cantando
- 2019 – Buscándote
- 2019 – Wacho
- 2020 – Ni Cabida (con Dj Mämi)
- 2021 – Guerrera
- 2021 – Reapet
- 2022 – Buenos Aires (con Art Rushiti)
- 2024 – Femme Fatale (con le The Sistars)
- 2024 – Wachita

Collaborazioni
- 2017 – Ultracomunicación (con Leandro Fuentes)
- 2018 – Burbujas De Amor (con Maréh)
- 2019 – Lola (con Mala Fama)

### Partecipazioni
Colonne sonore
- 2007 – AA.VV. Il mondo di Patty - La storia più bella
- 2007 – AA.VV. Il mondo di Patty - La storia più bella... continua
- 2008 – AA.VV. Il mondo di Patty - La vita è una festa
- 2008 – AA.VV. Patito Feo - La vida es una fiesta (fan edition)
- 2009 – AA.VV. Il mondo di Patty - Il musical più bello
- 2010 – AA.VV. Sueña conmigo: la canción de tu vida
- 2011 – AA.VV. Sueña conmigo 2
- 2013 – AA.VV. Cumbia Ninja: ojos en la espalda
- 2014 – AA.VV. Cumbia Ninja 2: subiré al infierno
- 2015 – AA.VV. Cumbia Ninja 3: fuera de foco

## Videografia

### Video musicali
- 2007 – Las Divinas
- 2008 – Tango llorón
- 2008 – Nene bailemos
- 2008 – Diosa, Única, Bonita
- 2010 – Hablan de mí
- 2013 – You know I'm no good
- 2013 – El hóroscopo dice
- 2013 – Ceviche
- 2014 – Subiré al infierno
- 2015 – Flor seca en tu cuaderno
- 2018 – Vi que estas Ok Ft. Dorrego
- 2019 – WACHO
- 2019 – Las Penas Se Van Cantando
- 2021 – Guerrera
- 2021 – Repeat

## Tournée
- 2023 - Bandida Tour

## Riconoscimenti
- Premio Clarín
  - 2007 – Candidatura per la rivelazione femminile per Il mondo di Patty[50]
- Premio Martín Fierro
  - 2007 – Candidatura per l'artista rivelazione per Il mondo di Patty[51]
- Kids' Choice Awards Argentina
  - 2011 – Candidatura per la miglior attrice per Sueña conmigo[52][53]
  - 2014 – Candidatura per l'attrice preferita per Cumbia Ninja[54]
  - 2015 – Candidatura per la miglior attrice per Cumbia Ninja[55][56]
  - 2017 – Candidatura per l'attrice preferita per Por amarte así[57][58]
- Kids' Choice Awards México
  - 2011 – Candidatura per la miglior antagonista per Sueña conmigo[59][60]
  - 2015 – Candidatura per la miglior attrice per Cumbia Ninja[61]
- Miami Life Awards
  - 2013 – Candidatura per la miglior attrice di reparto in telenovela per Corazón valiente[62]
- Kids' Choice Awards Colombia
  - 2014 – Candidatura per l'attrice preferita per Cumbia Ninja[63][64]
  - 2015 – Candidatura per l'attrice preferita per Cumbia Ninja[65][66]
  - 2016 – Preselezione per l'attrice preferita per Cumbia Ninja[67][68]
- MTV Millennial Awards
  - 2014 – Candidatura per la stella latina di Instagram[69][70]
  - 2014 – Candidatura per Millennial + Sexy[69][70]
  - 2015 – Yo Si Te Doy Like Mami del Año[71]

## Doppiatrici italiane
Nelle versioni in italiano delle opere in cui ha recitato, Brenda Asnicar è stata doppiata da:
- Letizia Scifoni in Il mondo di Patty[72]
- Tiziana Profumi in Sueña conmigo[73]
- Veronica Puccio in Cumbia Ninja[74]